# Csíksomlyói Szent Antal-kápolna
Koordináták: é. sz. 46° 22′ 34″, k. h. 25° 49′ 50″46.376111°N 25.830556°E

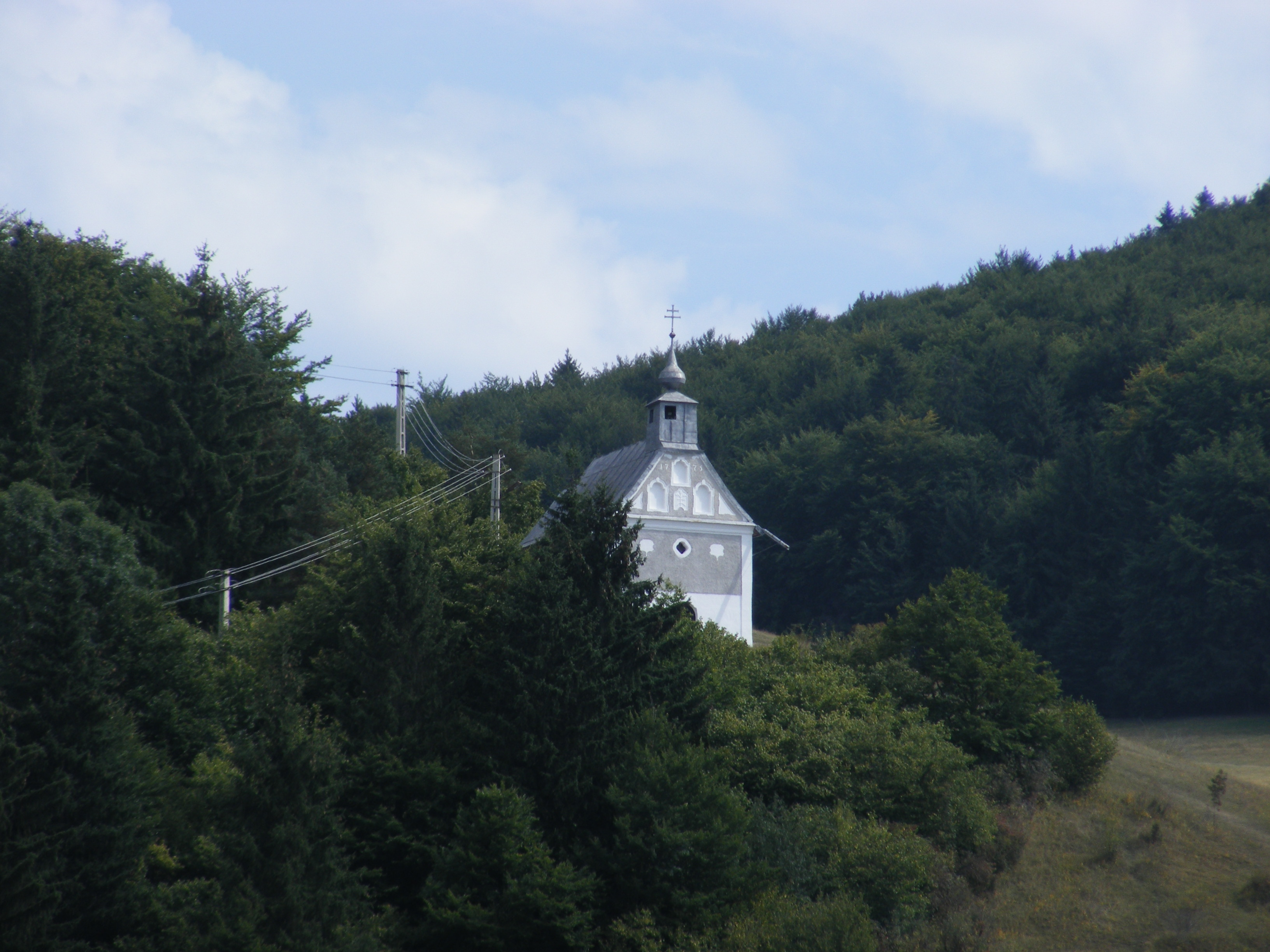
A csíksomlyói Szent Antal kápolna

Az erdélyi Kissomlyó-hegy déli oldalán, Páduai Szent Antal tiszteletére  épült kápolna, fogadalmi vezeklőhely, ahová búcsús szándékkal, imameghallgatás céljából érkeznek a zarándokok.

## Története
A Szent Antal-kápolna keletkezése vallástörténeti és történelmi jelentőségű. Történetével főleg a ferences rend krónikásai Losteiner Leonárd, P. Boros Fortunát foglalkoztak.
Az egykori kis kápolna létrejöttének története az 1661-es török-tatár betörések idejére tehető. Szent Orsolya napján, október 21-én,  végbement kegyetlen pusztítások alkalmával, a pogányok a templomot kifosztották, a kolostort felgyújtották. A tizenkét szerzetes közül a tatárok négyet megöltek, négyet  elhurcoltak, mindössze csak négyen menekültek meg.  Losteiner Leonárd a rend korábbi történésze szerint,  a  ferencesek közül Márk Jakab Hosszúaszóból származó testvér, a veszedelem elől, a Kissomlyó-hegy déli oldalába lévő kökényesbe menekült és ott rejtőzködve nézte végig a templom és a kolostor pusztulását.
P. Boros Fortunát Csíksomlyó, a kegyhely  című könyvében így ír a történtekről:
„Látta  a felcsapódó lángokat, hallotta a jajveszékelést, szemtanúja volt a menekülők legyilkolásának, vagy elhurcolásának. A halálos félelem gyötrelmei között Szent Antalhoz folyamodott segítségért, és ígéretet tett Szent Antalnak, hogyha a közelfekvő veszélyből szerencsésen megmenekül, azon a helyen, amelyen most tartózkodik, saját kezével fog kápolnát építeni, és mindent megtesz a Szent  tiszteletének terjesztésére.”

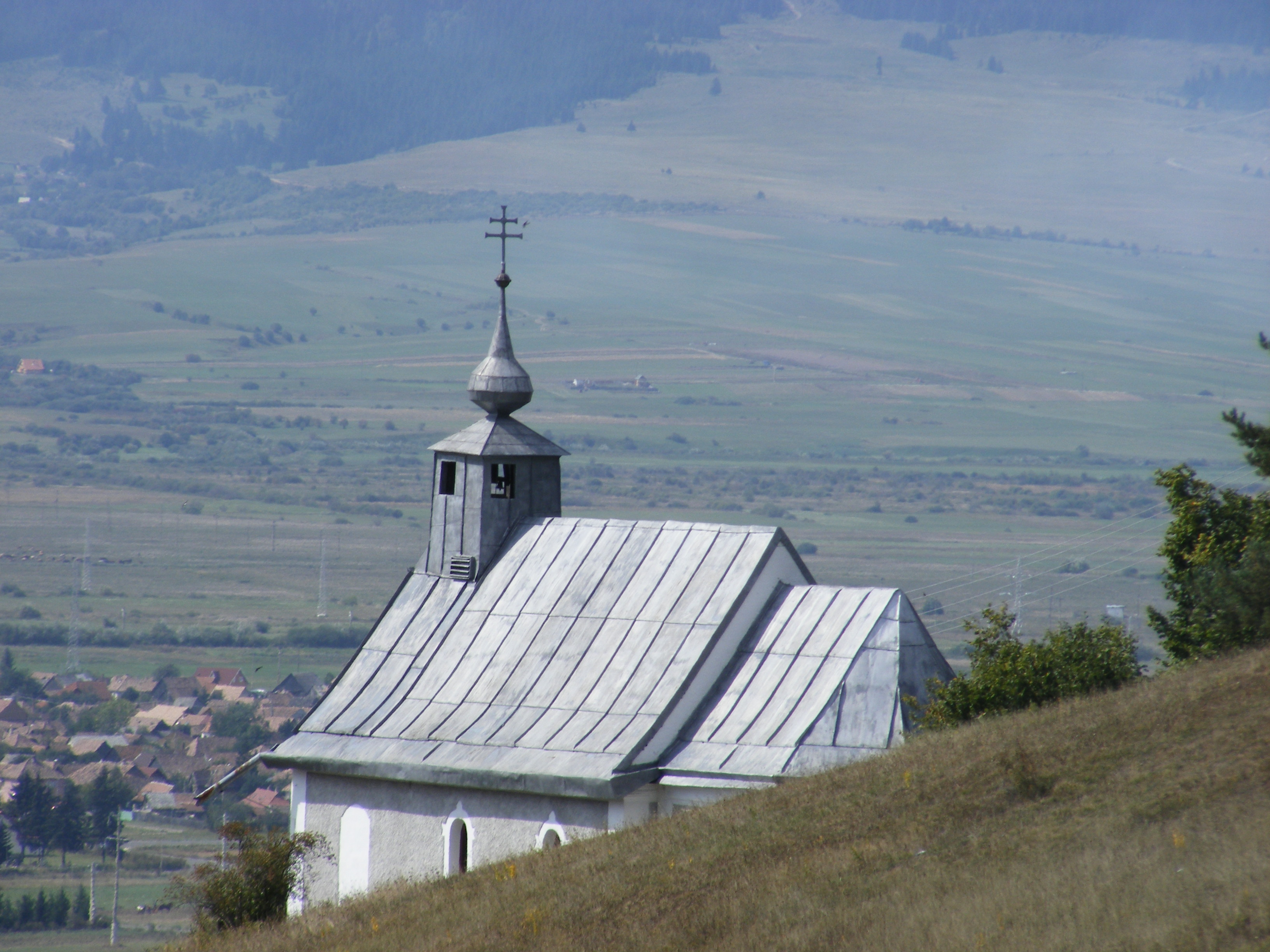

Fogadalmát betartva 1673-ban, felépítette az egykori Szent Antal kápolnát. Ezt igazolja egy égetett téglába bevésett felirat:
„Johannes Mark Ao. 1673.”
Az  első kis kápolna méreteiről és stílusáról nincsenek irásos feljegyzések. 1897-ben, Kovács Gergely  a következőket írta:
„Akkora volt csak, mint a mekkora a mai szentély által elfoglalt rész, vagyis, akkora csak, hogy az oltárt, a miséző papot s a segédkező-ministránst, volt képes befogadni.”
Miután a Csíksomlyói Római Katolikus Gimnázium diákjai körében ismertté vált a kápolna keletkezésének csodás története, különösen szentnek kezdték tartani a helyet.  1720-tól védőszentjüknek választották Páduai Szent Antalt, 1741-ben csoportosan vonultak ki a kilenced megtartására. A körmenet a Mária Társulat labaruma alatt énekelve vonult ki a kápolnához, ahol egyik  ferences tanár  szentmisét celebrált.
1743-tól P. Ambrus Jukundián bevezette a szentbeszédek tartását, ennek hírére az ifjúság mellé szegődtek a csíki katolikusok is.
Páduai Szent Antal tisztelete egyre jobban kezdett elterjedni a lakosság körében és mind többen zarándokoltak a kápolnához, a kilenckeddi ájtatosságokra.
A hívek számának gyarapodásával a kápolna bővítése is szükségessé vált. Közadakozásból 1749-1750 között a régi kápolnához egy új szentélyt építettek.

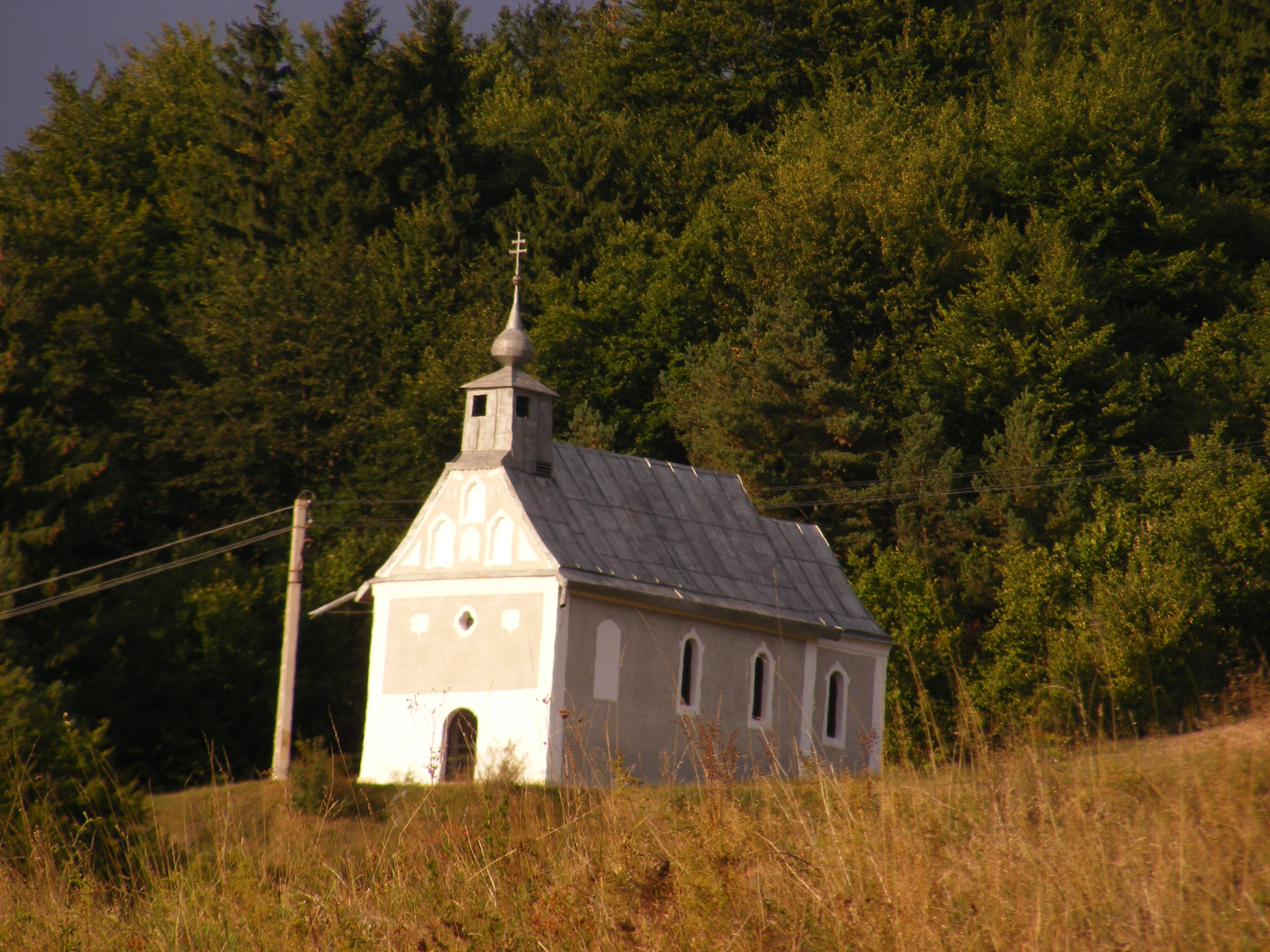

A ferences rendtartomány tanácsa, 1753-tól kijelölte a kilenckeddi szónokokat is. Az első szónok az  országos hírű és szent életű P. Bereczki Romuáld volt.
1757-ben Damokos István egy harangot adományozott a ferenceseknek, azzal a céllal, hogy ez hívja a kilenckeddi  szentmisére  a híveket.
A Páduai Szent Antal tisztelői 1772-ben társulatba tömörültek. A Szent Antal Társulat megalakulását P. Rafain Ágoston rendtartományi főnök kezdeményezésére, Br. Bajtai József erdélyi püspök  engedélyezte.
A kápolna átépítését 1773-ban  kezdték meg, költségeit hallerkői gr. Haller Karolina,  gr. Gyulai Ferenc lovassági tábornok  feleségének adományaiból fedezték. A grófnő sokat bánkódott egyetlen leánya elvesztése miatt és fiának betegeskedése is aggodalommal töltötte el, ugyanakkor fülfájdalmai is sokat gyötörték. P. Boros Fortunát Csíksomlyó, a kegyhely című könyvében leírja, hogy az úrnőt egy különös látomás késztette az adakozásra. Mély álmából felébredve egy ferences jelent meg előtte és a következőket mondta:
„ha fiát meg akartja menteni a haláltól és ő is meg akar szabadulni a fülfájástól, gondoskodjék arról az erdélyi kápolna javításáról, ahol kilencnapi ájtatosságokat szoktak tartani.”
Fiának váratlan gyógyulása meggyőzte a grófnőt a látomás valóságáról. Péterffi Kornél ferences atyától értesült a csíksomlyói  Szent Antal-kápolnánál végzett kilencnapi ájtatosságokról és hálából 600 forintot ajánlott fel az építkezésre. Toth Sebestyén atya, a kápolna gondozója ezen összegből kibővítette a kápolnát, hozzáépítette a kápolna hajóját.
A barokk stílusú kápolna  építését 1775-ben fejezték be, napjainkban is ebben a formában látható.
VI. Pius pápa, megválasztását követően, 1775-ben, jubileumi búcsút hirdetett,  miszerint azon hívek akik öt napon át, a lelkipásztorok által kijelölt templomokban, vagy szent helyeken imádkoznak, teljes  búcsút nyernek. Csíksomlyón a csobotfalvi Szent Péter és Pál templomot, a Salvator-kápolnát, valamint a Szent Antal-kápolnát jelölte meg.
A jubileumi búcsú kezdete előtt, 1776. május 7-én Kollonich László erdélyi püspök felhatalmazására Bodor István felcsíki kerületi főesperes áldotta meg a Szent Antal-kápolnát.
A pápai rendelet értelmében a  búcsút, 1776. május 16-án tartották meg Csíksomlyón.

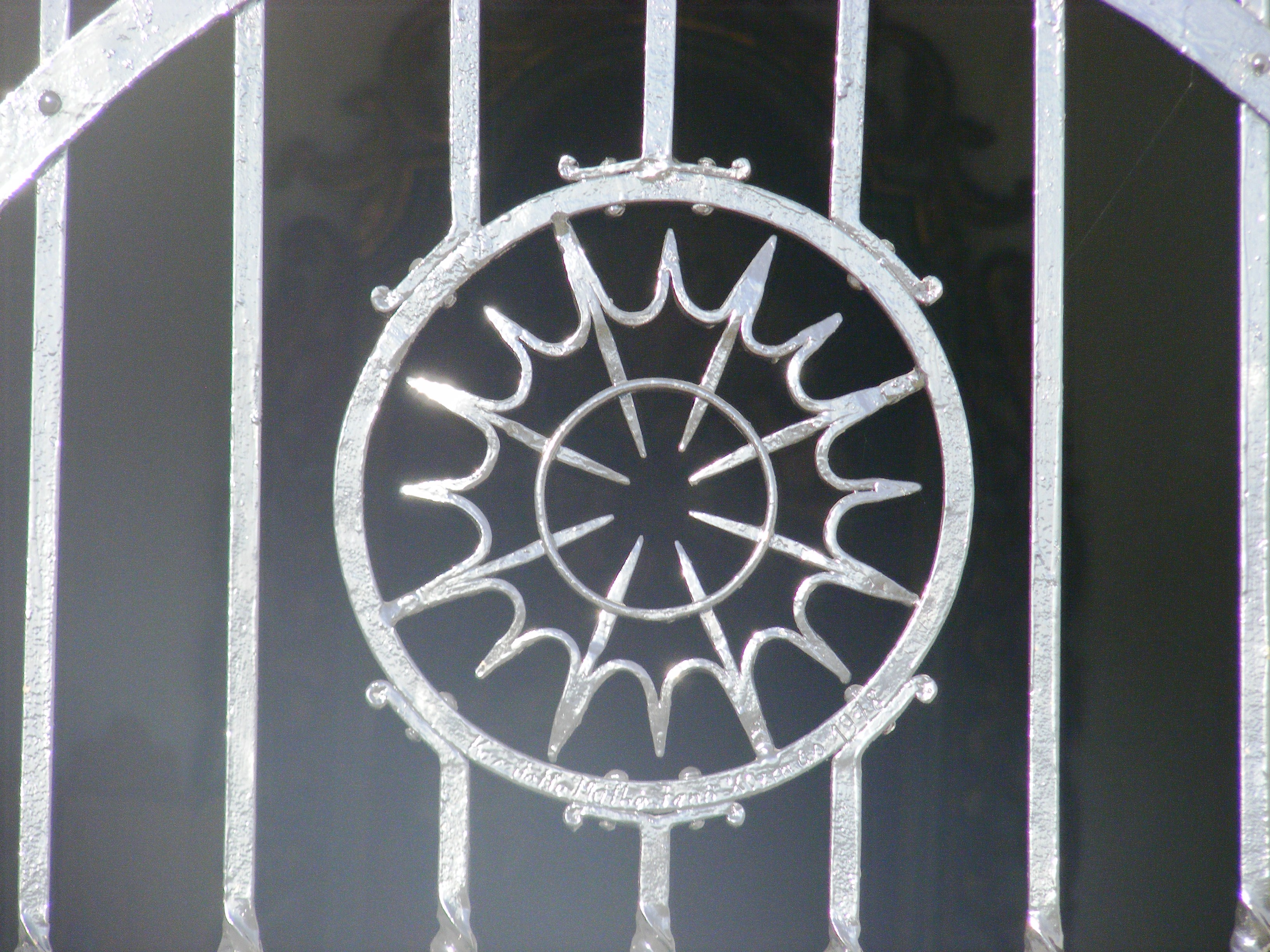
A napkorong szimbóluma a kápolna bejáratán

A kápolnát a 19. században többször is javították, a feljárathoz lépcsőt készítettek, az eredetileg zsindellyel fedett épület tetejét 1911-ben cserépfedéllel, 1977-ben bádogfedéllel helyettesítették.
A kápolna északi oldalánál felállítva, a szentély keleti falára erősítve látható, a legrégebbi tölgyfából készült, zsindellyel fedett stációs kereszt. Az 1803-ban készült keresztet Szent Antal tiszteletére Csíkszentgyörgy, Csíkbánkfalva és Kotormány lakossága állíttatta.

## Leírása

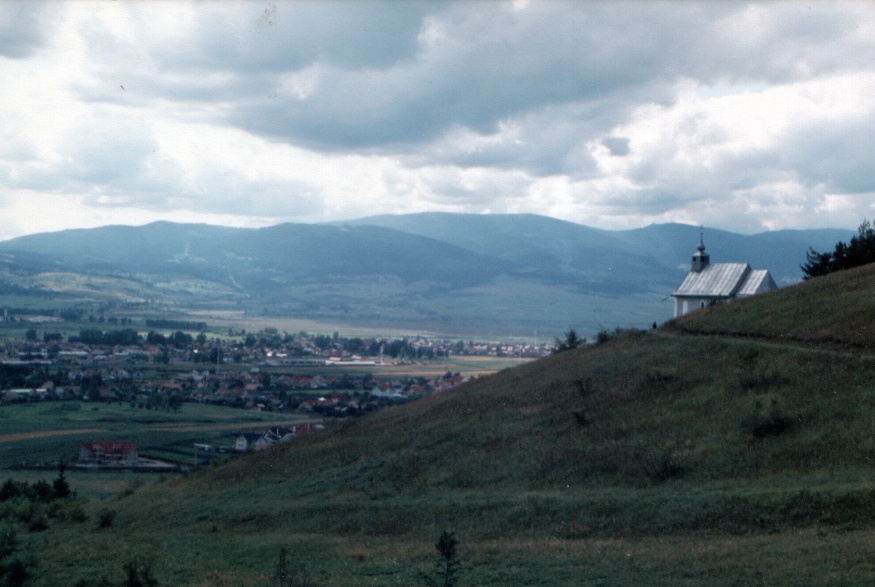
A csíksomlyói Szent Antal-kápolna

A kápolna hajója 6,5 méter széles és 11 m hosszú, szentélye 5×6 méteres. A hajó északi oldalánál  kicsi félkör alakú  szószék van építve, a hajót fedő tető gerincén alacsony huszártorony található. A torony sisakja körte alakú, rajta apostoli kereszt látható.
Az alacsony,  félköríves bejárati ajtó fölött négylevelű lóherére emlékeztető ablaknyílás található. A bejárat fölötti oromfalat három ablakfülkés mélyedés díszíti, itt látható az 1775-ös évszám,  amely a hajó építésének és a szentély átépítésének idejét jelzi.
A deszkával borított karzat, a hajó északi részén, a bejárat fölött, helyezkedik el,  mellvédje öt darab festett kazettából áll. Habár díszítésük eltérő, mindenik kazetta virágmotívumot ábrázol. A karzatra létraszerű lépcső vezet, innen a tetőre, majd a huszártoronyba lehet feljutni.
Tornyában két kis harang található, a kisebbik adományozója valószínűleg Damokos István volt,  a nagyobbikat 1682-ben Apor István adományozta a kápolna részére. A harangon az alábbi felirat olvasható:
+G. D. STEPH. APOR IN HON. B. V. MARIAE CUR.
1682. FRACTAM REFICI CURAVIT FIERI
IOHANNES LÁSZLO  ANNO 1781 SP. D.
A kápolna padlója andezitlapokból van kirakva, mennyezete fiókos dongaboltozat. A fiókok között pillérszerű erősítések díszítik a falakat. 1779-ben a kápolnának hét ablaka volt, ebből ma csak hat ablaka látható. Ugyancsak az 1779-es leltár szerint a kápolnának három oltára és orgonája is volt. Napjainkban a berendezését négy pad, egy 19. századi oltárkép, egy régi feszület és az 1942-ben faragott Szent Antal-szobor képezi.

## Külső hivatkozások
- A Szent Antal-kápolna Csíksomlyó honlapján
- Hereditatum – Online műemlék adatbázis